# British Canoeing
British Canoeing (früher British Canoe Union) ist das nationale Verwaltungsorgan des Kanusports im Vereinigten Königreich.
Sie entwickelt Standards für zertifizierte Trainingsprogramme und akkreditiert die Ausbilder dieser Trainingsprogramme. Darüber hinaus organisiert sie den Kanu-Leistungssport im Vereinigten Königreich und entsendet Nationalmannschaften zu internationalen Wettkämpfen. Sie gehört dem Internationalen Kanuverband und dem Europäischen Kanu-Verband an.
Die Geschäftsstelle befindet sich im Pierrepont Watersports Centre in Nottingham. Präsident ist Albert Woods, der zugleich auch dem europäischen Verband vorsteht.

## Geschichte
British Canoeing ist der älteste Kanuverband der Welt. Die erstmalige Gründung fand 1887 statt, sie hielt für ca. 30 Jahre. Erst im Jahre 1933 wurde die Vereinigung wieder ins Leben gerufen.
Im März 1936 bildeten Repräsentanten der Kanu-Abteilung des Camping Clubs, des Clyde Canoe Clubs, des Manchester Canoe Clubs und des Royal Canoe Clubs die British Canoe Union. 2015 erfolgte die Umbenennung in British Canoeing.